# Liste der Biografien/Perg
Liste der Biografien |
Portal Biografien |
Personensuche
# |
A |
B |
C |
D |
E |
F |
G |
H |
I |
J |
K |
L |
M |
N |
O |
P |
Q |
R |
S |
T |
U |
V |
W |
X |
Y |
Z |
?
 
Pa |
Pc |
Pe |
Pf |
Ph |
Pi |
Pj |
Pk |
Pl |
Pm |
Pn |
Po |
Pr |
Ps |
Pt |
Pu |
Pv |
Pw |
Py
 
Pea |
Peb |
Pec |
Ped |
Pee |
Pef |
Peg |
Peh |
Pei |
Pej |
Pek |
Pel |
Pem |
Pen |
Peo |
Pep |
Peq |
Per |
Pes |
Pet |
Peu |
Pev |
Pew |
Pex |
Pey |
Pez
 
Pera |
Perb |
Perc |
Perd |
Pere |
Perf |
Perg |
Perh |
Peri |
Perj |
Perk |
Perl |
Perm |
Pern |
Pero |
Perp |
Perq |
Perr |
Pers |
Pert |
Peru |
Perv |
Perw |
Pery |
Perz
Die Liste der Biografien führt alle Personen auf, die in der deutschsprachigen Wikipedia einen Artikel haben. Dieses ist eine Teilliste mit 40 Einträgen von Personen, deren Namen mit den Buchstaben „Perg“ beginnt.

## Perg
- Perg, Maximiliano (* 1991), uruguayischer Fußballspieler
- Perg, Stefan (* 1972), österreichischer Triathlet

### Perga
- Pergamenschtschikow, Boris Mironowitsch (1948–2004), russischer Cellist
- Pergamini, Giacomo (1531–1615), italienischer Lexikograf und Grammatiker
- Pergande, Frank (* 1958), deutscher Journalist und Buchautor
- Pergande, Hans-Günther (1912–1988), deutscher Jurist und Ministerialbeamter
- Pergande, Theodore (1840–1916), US-amerikanischer Entomologe
- Pergaud, Louis (1882–1915), französischer SchriftstellerLouis Pergaud (1882–1915)

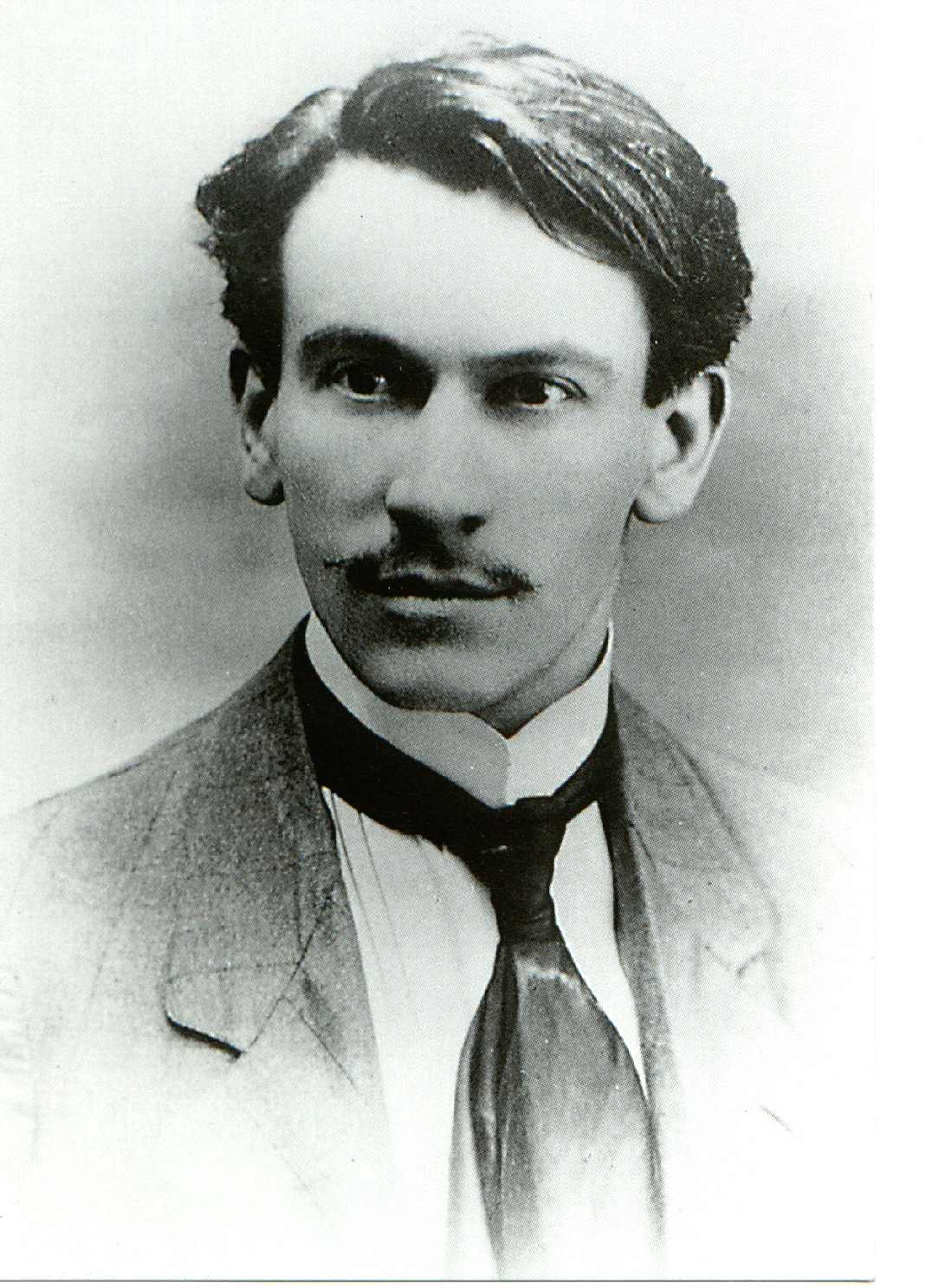
Louis Pergaud (1882–1915)

- Pergaud, Louis (* 1950), kamerunischer Boxer

### Perge
- Pergel, Szandra (* 1988), ungarische Tischtennisspielerin
- Pergelier, Mauricio (* 1951), chilenischer Organist
- Pergelt, Anton (1853–1910), österreichischer Jurist und Politiker
- Pergen, Johann Anton von (1725–1814), Diplomat und Minister der Habsburger-Monarchie
- Pergen, Ludwig von (1805–1850), österreichischer Generalmajor
- Pergentinus, römisch-katholischer heiliger Märtyrer
- Perger, Andreas Paolo (* 1970), österreichischer Gitarrist, Improvisateur und Komponist
- Perger, Anton von (1809–1876), österreichischer Maler, Grafiker und Schriftsteller
- Perger, Basilius (1734–1807), deutscher Ordensgeistlicher, Hochschullehrer und Astronom
- Perger, Clemens (1816–1910), deutscher Theologe, Politiker (Zentrum), MdR und Lehrer
- Perger, Denis (* 1993), slowenischer Fußballspieler
- Perger, Elisabeth (* 1960), deutsche Bildhauerin
- Perger, Gustav († 1853), preußischer Landrat und Geheimer Regierungsrat
- Perger, Hugo von (1844–1901), österreichischer Chemiker und Hochschullehrer
- Perger, Johann (1729–1774), österreichischer Bildhauer am Übergang von Spätbarock zum Klassizismus
- Perger, Johann Gottfried (1598–1673), deutscher Adliger, Burgherr von Klam
- Perger, Richard (1928–2010), Autor und Forscher zur Stadtgeschichte von Wien
- Perger, Richard von (1854–1911), österreichischer Komponist, Dirigent und Musikpädagoge
- Perger, Sigmund Ferdinand von (1778–1841), österreichischer Maler, Kupferstecher und Radierer
- Perget, Mathieu (* 1984), französischer Radrennfahrer

### Pergj
- Përgjegjaj, Mehedin (* 1980), kosovarischer Sänger

### Pergl
- Pergl, Pavel (1977–2018), tschechischer Fußballspieler
- Pergler von Perglas, Ernst (1828–1895), württembergischer Generalmajor
- Pergler von Perglas, Heinrich (1871–1941), Konteradmiral der k.u.k. Kriegsmarine
- Pergler von Perglas, Karl (1793–1868), österreichischer General der Kavallerie
- Pergler von Perglas, Karl (1800–1869), Hessen-kasselscher Generalleutnant
- Pergler von Perglas, Maximilian Joseph (1817–1893), deutscher Diplomat

### Pergo
- Pergo, Franz († 1629), burgundisch-schweizerischer Tischler
- Pergola, Angelo della († 1428), Condottiere, Graf von Biandrate, Herr von Sartirana Lomellina und Zeme
- Pergolesi, Giovanni Battista (1710–1736), italienischer KomponistGiovanni Battista Pergolesi (1710–1736)

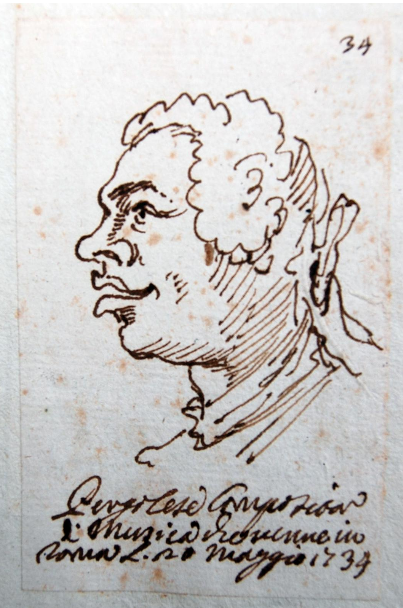
Giovanni Battista Pergolesi (1710–1736)

- Pergolesi, Michelangelo († 1801), italienischer Dekorationskünstler